# William Hewson
William Hewson (Hexham, 14 de noviembre de 1739-1 de mayo de 1774) fue un cirujano británico del siglo XVIII además de anatomista y fisiólogo al que a veces se ha dado en llamar como "Padre de la hematología". 

## Biografía
Nació en 14 de noviembre de 1739 en Hexham. Inicialmente estudió en 1753 en el Newcastle Infirmary de Newcastle upon Tyne (que más tarde devendría en el Royal Victoria Infirmary) bajo su fundador Richard Lambert y mucho después, en el invierno de 1761-1762 en Edimburgo, como alumno y asistente de William Hunter. Fue elegido como miembro de la Royal Society en 1770.
Su mayor contribución a la ciencia fue el aislamiento de la fibrina, una proteína clave en el proceso de coagulación. También trabajó sobre el sistema linfático al mostrar la existencia de vasos linfáticos en animales y explicar su función (trabajo por el que recibiría la Medalla Copley de la Royal Society en 1769) y demostró que los glóbulos rojos eran planos, no esféricos como había supuesto antes Anton van Leeuwenhoek. En 1773 reunió evidencias del concepto de membrana celular en los glóbulos rojos, trabajo que fue en general ignorado.
El 10 de julio de 1770 se casó con Mary Stevenson (más conocida como Polly), una amiga londinense de Benjamin Franklin. Desde septiembre de 1772 dirigió una escuela de anatomía en el 36 de Craven Street, donde se alojó Franklin en Londres (hoy en día es el museo Benjamin Franklin House). 
En 1998, trabajadores restaurando el museo cavaron y encontraron los restos de seis niños y cuatro adultos escondidos debajo de la casa. The Times informó el 11 de febrero de 1998:

Estimaciones iniciales dicen que los huesos tienen cerca de 200 años de antigüedad y fueron enterrados en la época en que Franklin estaba viviendo en la casa, que fue su hogar de 1757 a 1762 y de 1764 a 1775. La mayoría de los huesos presentan signos de haber sido diseccionados, serrados o cortados. Una calavera había sido taladrada por diversos agujeros. Paul Knapman, Westminster Coroner, dijo ayer: "No puedo descartat totalmente la posibilidad de un crimen. Hay aún la posibilidad de que tenga que realizar una investigación"

Los Amigos de la Casa de Benjamin Franklin, la organización responsable de la restauración del edificio, advirtieron de que los huesos probablemente fueran colocados por William Hewson, que vivió en la casa durante 2 años. Añadieron que Franklin probablemente supiera lo que Hewson está haciendo.
Murió el 1 de mayo de 1774 como resultado de una sepsis contraída durante la disección de un cadáver.
El trabajo de Hewson fue continuado tras su muerte por Magnus Falconar, quien se había casado con la hermana de Hewson, Dorothy, en septiembre de 1774. Falconar repitió los experimentos de Hewson en el bazo y el timo y como resultado republicó el trabajo de Hewson sobre los glóbulos rojos en 1777 con su corroboración.